# 레코드팜
레코드팜(영어: RecordFarm)은 대한민국 서울에 본사를 둔 글로벌 온라인 음악SNS이다.
2014년 6월에 레코드팜이란 이름으로, 베타서비스를 통해 대한민국 최초의 음악 SNS를 열었으며, 2015년 1월 정식으로 법인 설립하였다.
다른 음악 스트리밍 서비스와는 달리, 레코드팜의 가장 큰 특징은 음악인들이 직접 자신의 음악을 올린다는 점이다. 자신의 음악을 만들어 공유하고 관리하며, 팬들과 소통할 수 있는 SNS로서의 기능을 충실히 하고 있다.
이러한 오픈 플랫폼 서비스에 힘입어, 2016년 8월 1억번의 누적 재생수와 2016년을 9월 기준으로 월간사용자(MAU)가 100만명을 돌파했으며, 등록 아티스트 수 역시 1만명을 돌파하였다. 이는 비슷한 비즈니스 서비스를 제공하는 네이버 뮤지션리그, 벅스캐스트보다 훨씬 많은 수치를 보여주고 있다.
레코드팜은 기본적으로 온라인 서비스로, 웹, 모바일웹, 안드로이드, iOS(아이폰)을 제공하고 있지만, 실제 사용자들은 레코드팜에서 오프라인 모임을 만들어 참여할 수 있게 O2O서비스를 역시 제공하고 있다. 특히, 2016년 카카오와 디노마드와 함께한 RecordFarm EoM (Exhibition of Music)을 통해, 음악전시회를 개최했을 뿐만 아니라, 스와치그룹 코리아, 버니니와 함께 홍대에서 다양한 콘서트를 제공하기도 한다.
2018년 10월 16일에 종합엔터테인먼트 기업인 더이앤엠(THE E&M)이 인수하여, 모든 경영권을 가지고 운영하고 있다. 

## 수상
- 데모데이 누적 랭킹으로 대한민국 스타트업 11위 (2017년 2월 18일 기준)[9]
- Startupranking.com에서도 대한민국 top 50에 선정[10]

- 텐센트 글로벌스타트업 대회에서 한국지역 대표 선발[11]
- 2016년 Asia Mobile Award에서 호주의 Guvera, KT의 지니와 함께 Top 3 Music App으로 선정[12]
- 2016년 한국데이터진흥원장상 수상[13]

특히, 페이스북(Facebook)과의 협업이 두드러지는데, 2016년 애플뮤직, 스포티파이와 함께 Facebook Music Story 파트너로 선정되었을 뿐만 아니라, 12월에는 페이스북 글로벌 벤처지원 프로젝트에 대한민국에서는 유일한 스타트업으로 선정되어 지속적인 파트너십과 지원을 받고 있다.